# Sanut
El tord ver, carall de rei, gallet del rei, lloro, papagall, pastanaga, pastenaga, sanut, tord blanc, xuclà o xular (Labrus mixtus) és una espècie de peix de la família dels làbrids i de l'ordre dels perciformes.

## Morfologia
- Els mascles poden assolir els 40 cm de longitud[1] i les femelles 30.
- El cos és allargat i no gaire alt.
- La línia lateral se situa per davall la dorsal.
- El cap és bastant allargat.
- La boca és ampla amb els llavis gruixats, les mandíbules extensibles i les dents còniques i grosses.
- Les dents faríngies s'han transformat en plaques mastegadores (fet comú a tots els làbrids).
- L'aleta dorsal és llarga i té més radis durs que blans, ambdues tenen la mateixa alçada. L'anal és llarga.
- Presenta un acusat dimorfisme sexual: els mascles tenen el cap blau i el cos vermell taronja amb taques blaves. Les femelles són de coloració variable (groc, taronja, vermell), amb 3-4 taques fosques alternades amb taques blanques a la dorsal.[2][3]

## Reproducció
És hermafrodita proterogin (les femelles passen a mascles). La reproducció té lloc a la costa durant els mesos de març i juny. És nidificant: el mascle fa un niu d'algues i la femella hi pon al voltant de 1.000 ous, els quals són protegits pel mascle.

## Hàbitat
Viu en els alguers i llocs rocallosos entre els 30 i els 200 m de fondària, però normalment hom el troba entre els 40-80 m. És una espècie característica dels fons coral·lígens.

## Alimentació
Menja crustacis, peixos i mol·luscs.

## Distribució geogràfica
Es troba a l'Atlàntic oriental: des de Noruega fins al Senegal, Açores i Madeira. També a la Mediterrània.

## Costums
- Durant la primavera s'apropa a la costa.
- És territorial.[7]

## Observacions
- Té una longevitat de 20 anys.[8]